# Amauris phoedon
Amauris (Amaura) phoedon − gatunek motyla z rodziny rusałkowatych i podrodziny danaidowatych.

## Taksonomia
Gatunek ten opisany został w 1798 roku przez Johana Christiana Fabriciusa jako Papilio phoedon. Jean-Baptiste Godart w 1819 roku sklasyfikował go w rodzaju Danais pod nazwą Danais phaedone. W rodzaju Amauris został umieszczony w 1974 roku przez H. L. Lewisa pod zawierającą literówkę nazwą Amauris phaedon. W podrodzaju Amaura znalazł się za sprawą Marka Williamsa w 2008 roku.

## Opis
Wyglądem bardziej przypomina przedstawicieli rodzaju Eupolea niż Amauris.

## Biologia i ekologia
Dane o gąsienicach nie zostały dotąd opublikowane. J. M. Vinson przypuszcza, że ich roślinami żywicielskimi są różne Asclepiadoideae, głównie Tylopha asthmatica. Motyle te najczęstsze są wśród roślinności wybrzeży zawierającej Heliotropium foertherianum, gdyż osobniki dorosłe spędzają na tej roślinie większość dnia. Zarówno odpoczywają na tych drzewach, jak i spijają soki wypływające z jego odłamanych, leżących na ziemi gałązek, prawdopodobnie ze względu na zawarte w nim alkaloidy pirolizydynowe.

## Rozprzestrzenienie i zagrożenie
Gatunek endemiczny dla wyspy Mauritius w archipelagu Maskarenów. Błędnie wykazany z Madagaskaru przez Viette'a. Motyl ten jest szczególnie częsty w południowo-zachodniej części Mauritiusa, w okolicach półwyspu Le Morne, choć okazjonalnie znajdywany jest na całym obszarze wyspy.
Został umieszczony przez IUCN w Czerwonej księdze gatunków zagrożonych w kategorii gatunków narażonych na wyginięcie (VU).